# Metaverpulus distinctus
Metaverpulus distinctus is een hooiwagen uit de familie Sclerosomatidae.